# Франкофонские игры
Франкофонские игры (фр. Jeux de la Francophonie) — международные соревнования, проходящие с 1989 года при участии стран — членов организации «Франкофония» (в том числе государств-наблюдателей).

## Общая информация
Решение о проведении Франкофонских игр было принято в 1987 году на саммите стран Франкофонии в Квебеке (Канада). Игры проходят раз в четыре года, в год, следующий за олимпийским, и включают, подобно Олимпийским играм античности, как спортивные соревнования, так и состязания в разных видах искусства. Местом проведения каждых вторых Франкофонских игр, согласно изначальному замыслу, выбирается страна, не входящая в число развитых. Кроме того, обычно чередуются северные и южные страны. Порядок был нарушен в ходе подготовки к IX Франкофонским играм, когда канадская провинция Нью-Брансуик, которая должна была их проводить, отказалась от этого права. После того, как отказы последовали также со стороны Шербрука (Канада) и Нанта (Франция), проведение взяла на себя Демократическая Республика Конго. Возраст участников игр ограничен диапазоном от 18 до 35 лет. В случае стран, где по-французски говорит только определённая часть населения (в том числе Бельгия и Канада), к участию в играх допускаются только представители этой категории населения.

## Хронология
| Игры | Год  | Место проведения | Делегаций | Участников |
| ---- | ---- | ---------------- | --------- | ---------- |
| I    | 1989 | Касабланка/Рабат | 38        | 1700       |
| II   | 1994 | Париж            | 45        | 2700       |
| III  | 1997 | Антананариву     | 30        | 2300       |
| IV   | 2001 | Оттава/Халл      | 51        | 2400       |
| V    | 2005 | Ниамей           | 44        | 2500       |
| VI   | 2009 | Бейрут           | 40        | 2500       |
| VII  | 2013 | Ницца            | 54        | 3200       |
| VIII | 2017 | Абиджан          | 43        | 3500       |
| IX   | 2023 | Киншаса          | 37        | 3500       |

## Цели, программа, участники
Игры способствуют культурному разнообразию, совершенству и солидарности, являясь частью оригинальной и уникальной концепции, объединяющей франкоязычную молодёжь, занимающуюся искусством и спортом. Цель игр — продвигать во франкоязычных странах знание французского языка, открывать таланты в спорте и искусстве, способствовать укреплению международных связей.
Это единственные крупные международные игры, в которых представлены как культурные, так и спортивные события. Игры предлагают исключительную возможность продемонстрировать широту и оригинальность французской культуры, а также спортивные и артистические таланты во франкоязычных странах по всему миру. Игры Франкофонии организует Международный комитет Игр франкоязычных стран (CIJF) и Комитет страны-организатора (CNJF) под эгидой OIF.
Игры включают как спортивные соревнования, так и культурные соревнования по следующим дисциплинам: песня; устные истории и рассказы; творческий танец; жонглирование мячом; хип-хоп (танец); гигантские куклы; литература (новые произведения); живопись и скульптура / инсталляция; фотография и цифровое творчество. На Играх Франкофонии 2022 года в Киншасе будут разыгрываться призы в следующих дисциплинах.
Культурные конкурсы
Уличное искусство: хип-хоп (танец), гигантские куклы и жонглирование мячом (фристайл).
Искусство
- Живопись, скульптура / инсталляция
- Песня
- Сказки и сказочники
- Латиноамериканские танцы
- Литература
- Фотография
- Цифровое творчество
- Театральное искусство
- Нзанго (танец)

Спортивные соревнования
- Лёгкая атлетика
- Женский баскетбол
- Футбол
- Соревнования для инвалидов (лёгкая атлетика)
- Дзюдо
- Борьба: африканская борьба и вольная борьба
- Настольный теннис
- Велоспорт